# Neope didia
Neope didia är en fjärilsart som beskrevs av Hans Fruhstorfer. Neope didia ingår i släktet Neope och familjen praktfjärilar. Inga underarter finns listade i Catalogue of Life.